# موسیقی محلی ارمنستان
موسیقی محلی ارمنی (ارمنی: Հայկական ժողովրդական երաժշտություն) یک گونه از موسیقی ارمنی است. معمولاً در این نوع موسیقی از سازهایی نظیر دودوک،  کمانچه و عود استفاده می‌شود. موسیقی محلی ارمنستان شباهت زیادی به موسیقی محلی قفقاز دارد. همچنین از آهنگ‌ها و سنت‌های مشابهٔ با کشورهای اطراف ارمنستان، یعنی گرجستان و آذربایجان بهره می‌برد. این سبک از موسیقی ارتباطات گسترده‌ای نیز با هنر در منطقه ایران و بالکان دارد.

## پیشینه
بر اساس برخی نظرات قدمت موسیقی محلی ارمنستان به دوران باستان بازمی‌گردد. تاریخچه علمی قابل توجه آن بیش از سه هزار سال تخمین زده شده است و شکل کنونی موسیقی محلی ارمنستان قبلاً در قرن ۱۸ قبل از میلاد آغاز شد. یافته‌های باستان‌شناسی در سرزمین کوهستانی ارمنستان (منطقه جغرافیایی و فرهنگی که در محدوده آن قوم زایی ملت ارمنی اتفاق افتاد) آثار بسیاری یافت شده که گواه آن است که هنر موسیقی در اینجا در قبل از میلاد حداقل از هزاره دوم رونق داشته است. این گونه مصنوعات آلات موسیقی باستانی کشف شده توسط باستان‌شناسان و همچنین تصاویر مختلفی از مردم در حال نواختن موسیقی (از جمله سنگ نگاره‌ها) و بناهای مکتوب باستانی (عمدتا به خط میخی) هستند که در مورد برخی رویدادها، مراسم و اعمالی که همراه با موسیقی بوده است، صحبت می‌کنند. ویژگی‌های اصیل موسیقی محلی ارمنی به دلیل تلاقی مداوم سنت‌های موسیقی بالکان و آناتولی غربی با سنت‌های موسیقایی فرهنگ‌های باستانی خاورمیانه مانند هیتی، آرامی، آشوری-بابلی و ایرانی در بطن آن شکل گرفت. همچنین در نتیجه همسان سازی کامل آن با فرهنگ تمدن اورارتو که برای زمان خود پیشرفته بود.
از میان ژانرها و انواع اصلی (آواز، ساز، مختلط) موسیقی فولکلور ارمنی باستان، با توجه به کاربرد آنها (اهمیت مذهبی و اجتماعی) می‌توان آیین، تقویم، کار، عروسی، نظامی، حماسی، رقص را تشخیص داد. مهمانی، غزل- عشق، لالایی، خانگی، بازی، تشییع جنازه و دسته‌های دیگر آهنگ‌ها را شامل می‌شوند. این موسیقی جایگاه ویژه ای در میان دهقانان و روستاییان ارمنستان دارد. نواهای روستایی غزل هورول‌های زراعی شهرت دارند و همچنین آهنگ‌های اسکیتالیان (مسافران) متعلق به ژانر «آنتون» (بی خانمان) است نواخته می‌شود.

## جایگاه کنونی
موسیقی دودوک ارمنی در سال ۲۰۰۵ توسط یونسکو به عنوان شاهکار میراث فرهنگی شفاهی و ناملموس بشریت شناخته شد. از نوازندگان معروف دودوک می‌توان به مارگار مارگاریان، لوون مادویان، سارو دانیلیان، واچه هوسپیان، گئورگ دباغیان، یقیشه مانوکیان و … اشاره کرد. در سال ۱۹۳۸، گروه دولتی آواز و رقص محلی ارمنی در ارمنستان تشکیل شد که بعدها به نام بنیان‌گذار آن، تاتول آلتونیان نامگذاری شد که اجراهای مختلفی در سراسر جهان داشته است. همچنین بخش آهنگسازی موسیقی فولکلور برای چندین دهه در مؤسسه هنری GA ارمنستان به‌طور فعال کار می‌کند.

## آلات موسیقی
دودوک سازی است که از دو تکه نی ساخته شده است که به وفور در حاشیه رود اراکس می‌روید. نی دودوک برخلاف سایر سازهای دو صدایی کاملاً پهن است که صدای غمگین بی نظیری را به ساز می‌دهد.
دهل یک ساز موسیقی کوبه‌ای، نوعی طبل دو طرفه استوانه ای شکل و پوشیده از یک یا دو غشاء است. پیدایش این ساز به دوره باستان برمی‌گردد. ارمنی‌ها از این ساز در زمان لشکرکشی استفاده می‌کردند.
بامبیر، کمانی ارمنی و از آلات موسیقی محلی زهی است. بامبیر دارای ۴ سیم است که به صورت کوارتا یا کوینتا کوک شده‌اند. بامبیر نشسته نواخته می‌شود.

## جایگاه موسیقی محلی در فرهنگ ارمنستان
موسیقی محلی اصیل ارمنستان اساس یکی از مولفه‌های فرهنگی این کشور را تشکیل می‌دهد و هویت اجتماعی-فرهنگی مردم ارمنستان را به همراه سایر مؤلفه‌های زندگی اجتماعی-فرهنگی قومیت ارمنی را تعریف می‌کند.
موسیقی فولکلور ارمنی که یکی از موسیقی‌های شناخته شده در نوع خود در جهان است. از ویژگی‌های این موسیقی به اصالت غنای ملودیک و اشراف آهنگسازی یاد می‌شود. این موسیقی تأثیر بسزایی در توسعه فرهنگ موسیقی در سراسر جهان داشته است.